# Sportjahr 2013
Liste der Sportjahre

◄◄ | ◄ | 2009 | 2010 | 2011 | 2012 | Sportjahr 2013 | 2014 | 2015 | 2016 | 2017 | ► | ►►

Weitere Ereignisse

## Großveranstaltungen
- Deaflympics 2013
- Sommer-Universiade 2013
- Südostasienspiele 2013
- World Games 2013
- Winter-Universiade 2013

## American Football
- 3. Februar: Die Baltimore Ravens gewinnen Super Bowl XLVII in New Orleans, Louisiana, gegen die San Francisco 49ers mit 34:31.
- 6. Juli: Die Raiffeisen Vikings Vienna gewinnen mit 37:14 gegen die Swarco Raiders Tirol den Eurobowl XXVII.
- 28. Juli: Die Raiffeisen Vikings Vienna gewinnen den Austrian Bowl XXIX gegen Swarco Raiders Tirol mit 48:31.
- 12. Oktober: Die New Yorker Lions gewinnen den German Bowl XXXV im Friedrich-Ludwig-Jahn-Sportpark, Berlin, gegen die Dresden Monarchs mit 35:34.

## Automobilsport

### Formel-1-Saison
Die Formel-1-Saison 2013 war die 64. FIA-Formel-1-Weltmeisterschaft. Sie umfasste 19 Grand Prix. Sie begann am 17. März in Melbourne und endete am 24. November in Interlagos. Der Deutsche Sebastian Vettel wurde zum vierten Mal in Folge Fahrerweltmeister, das Team Red Bull-Renault zum vierten Mal in Folge Konstrukteursweltmeister. Erwähnenswert sind hierbei die Rekorde für die meisten Siege in Folge (9) innerhalb einer Saison und die meisten Siege in einer Saison (13), die Vettel in dieser Saison aufgestellt hat bzw. mit Michael Schumachers Rekord aus der Saison 2004 gleichgezogen ist.

### Rallye-Weltmeisterschaft (WRC)

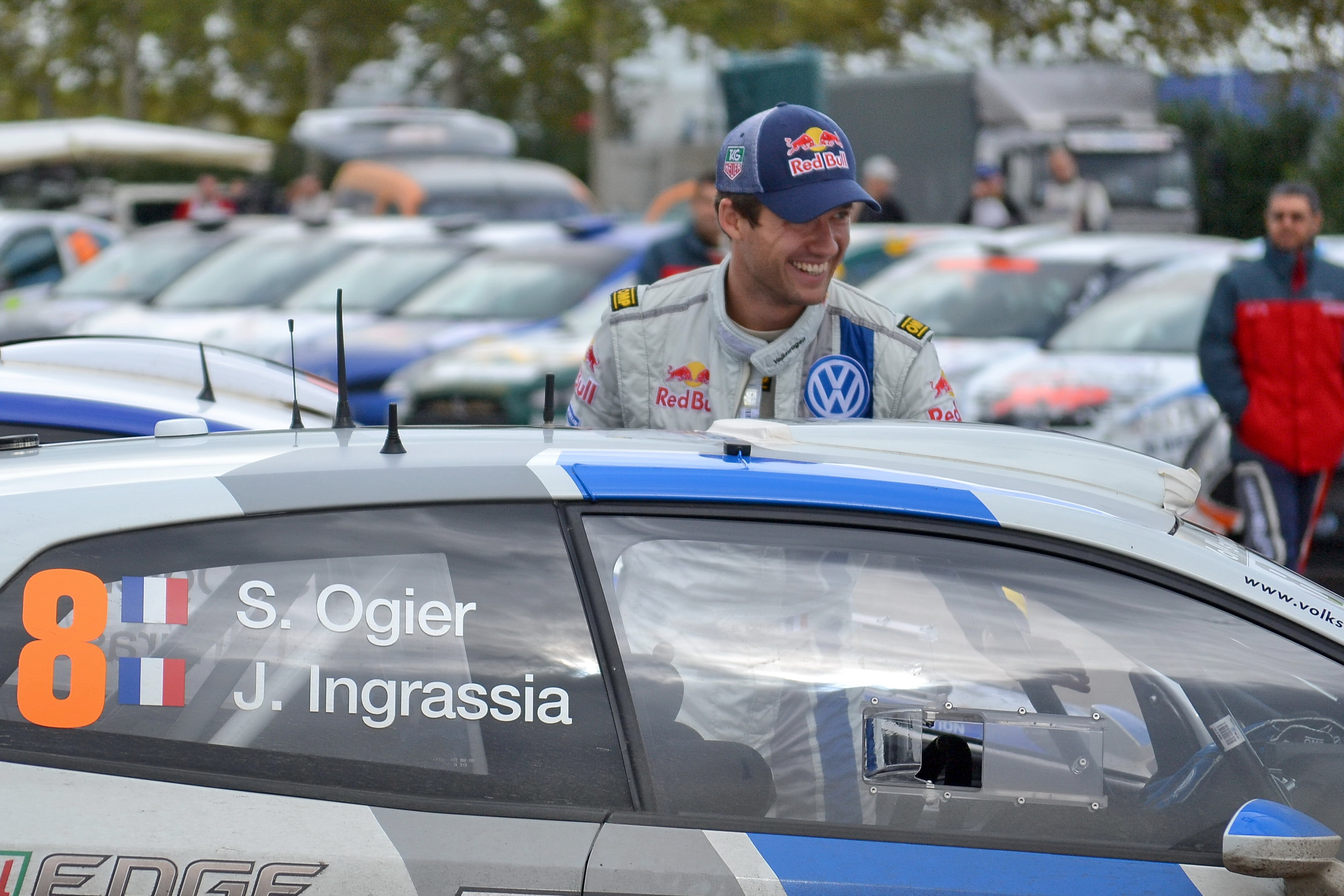
Sébastien Ogier wurde Rallye Weltmeister

Die Rallye-Weltmeisterschaft 2013 war die 41. FIA-Rallye-Weltmeisterschaft. Sie wurde am 20. Januar in Monte Carlo gestartet und endete am 17. November in Großbritannien. Es wurden 13 Wertungsläufe ausgetragen. Die Franzosen Sébastien Ogier und Beifahrer Julien Ingrssia gewannen mit dem Volkswagen Polo R WRC den Weltmeistertitel.

### GP2-Serie

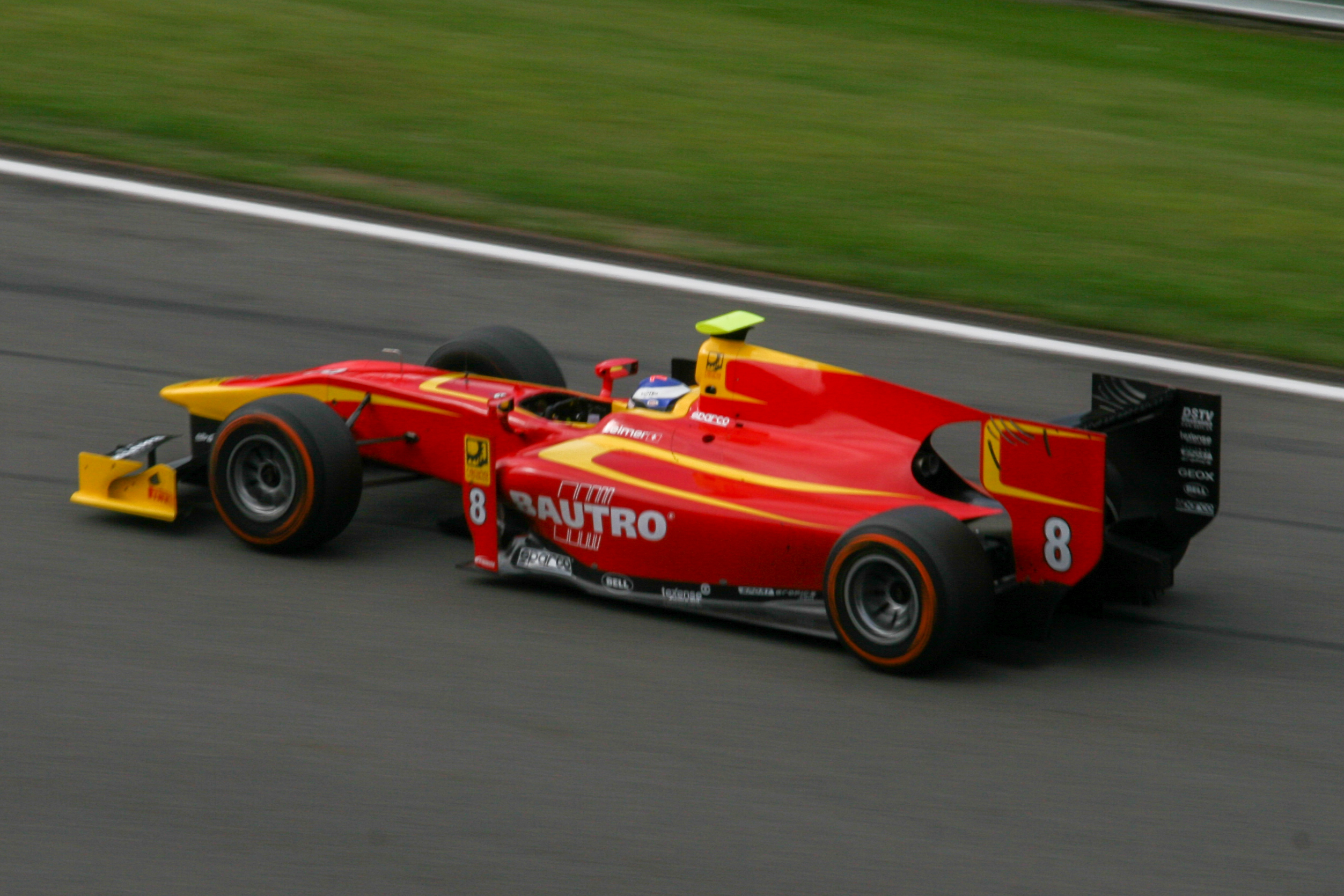
Fabio Leimer gewann 2013 den GP2-Meistertitel

Die GP2-Serie 2013 war die neunte Saison der GP2-Serie. Es wurden elf Rennwochenenden ausgetragen. Die Saison begann am 23. März in Sepang und endete am 3. November auf der Yas-Insel. Der Schweizer Fabio Leimer gewann den Meistertitel.

### Tourenwagen-Weltmeisterschaft (WTCC)
Die Tourenwagen-Weltmeisterschaft 2013 war die zehnte Saison der Tourenwagen-Weltmeisterschaft und die neunte seit dem Wiederbeginn der Serie 2005. Sie begann am 24. März in Monza und endete am 17. November in Macao. Der Franzose Yvan Muller gewann den Weltmeistertitel zum vierten Mal.

### Langstrecken-Weltmeisterschaft (WEC)
Die FIA-Langstrecken-Weltmeisterschaft 2013 (offiziell 2013 FIA World Endurance Championship) ist die zweite Saison der FIA-Langstrecken-Weltmeisterschaft. Sie begann am 14. April in Silverstone und endete am 30. November in as-Sachir. Tom Kristensen, Allan McNish und Loïc Duval gewannen den Weltmeistertitel.

### 24-Stunden-Rennen von Le Mans
Das 81. 24-Stunden-Rennen von Le Mans fand am 22. und 23. Juni 2013 auf dem Circuit des 24 Heures statt. Es siegten Tom Kristensen, Allan McNish und Loïc Duval mit dem Audi R18 e-tron quattro.

### IndyCar Series
Die IndyCar Series 2013 war die 18. Saison der amerikanischen IndyCar Series und die 102. Saison im amerikanischen Monoposto-Sport. Sie begann am 24. März in St. Petersburg und endete am 19. Oktober in Fontana. Scott Dixon gewann zum dritten Mal die IndyCar Series. Tony Kanaan entschied das diesjährige Indianapolis 500 für sich.

### Porsche Supercup
Der Porsche Supercup 2013 war die 21. Saison des Porsche Supercups. Sie umfasste neun Rennen. Die Saison begann am 12. Mai in Barcelona und endete am 3. November in Abu Dhabi. Der Däne Nicki Thiim wurde zum ersten Mal Meister in dieser Serie.

## Badminton
Höhepunkte des Badmintonjahres 2013 waren die Weltmeisterschaft und der Sudirman Cup. Bedeutende Turnierserien sind die BWF Super Series und der BWF Grand Prix. Bei Multisportveranstaltungen steht Badminton bei den Südostasienspielen, den Ostasienspielen, den Juegos Bolivarianos, den Deaflympics und der Universiade im Programm. Erstmals im internationalen Terminkalender finden sich die Mercosul International und der London Grand Prix Gold.

### BWF Super Series
| Veranstaltung | Herreneinzel     | Dameneinzel       | Herrendoppel                       | Damendoppel                             | Mixed                                       |
| ------------- | ---------------- | ----------------- | ---------------------------------- | --------------------------------------- | ------------------------------------------- |
| Korea         | Lee Chong Wei    | Sung Ji-hyun      | Ko Sung-hyun Lee Yong-dae          | Wang Xiaoli Yu Yang                     | Zhang Nan Zhao Yunlei                       |
| Malaysia      | Lee Chong Wei    | Tai Tzu-ying      | Mohammad Ahsan Hendra Setiawan     | Bao Yixin Tian Qing                     | Joachim Fischer Nielsen Christinna Pedersen |
| England       | Chen Long        | Tine Baun         | Liu Xiaolong Qiu Zihan             | Wang Xiaoli Yu Yang                     | Tontowi Ahmad Liliyana Natsir               |
| Indien        | Lee Chong Wei    | Ratchanok Intanon | Liu Xiaolong Qiu Zihan             | Miyuki Maeda Satoko Suetsuna            | Tontowi Ahmad Liliyana Natsir               |
| Indonesien    | Lee Chong Wei    | Li Xuerui         | Mohammad Ahsan Hendra Setiawan     | Bao Yixin Cheng Shu                     | Zhang Nan Zhao Yunlei                       |
| Singapur      | Tommy Sugiarto   | Wang Yihan        | Mohammad Ahsan Hendra Setiawan     | Tian Qing Zhao Yunlei                   | Tontowi Ahmad Liliyana Natsir               |
| China Masters | Wang Zhengming   | Liu Xin           | Ko Sung-hyun Lee Yong-dae          | Wang Xiaoli Yu Yang                     | Zhang Nan Zhao Yunlei                       |
| Japan         | Lee Chong Wei    | Akane Yamaguchi   | Mohammad Ahsan Hendra Setiawan     | Ma Jin Tang Jinhua                      | Zhang Nan Zhao Yunlei                       |
| Dänemark      | Chen Long        | Wang Yihan        | Lee Yong-dae Yoo Yeon-seong        | Bao Yixin Tang Jinhua                   | Zhang Nan Zhao Yunlei                       |
| French Open   | Jan Ø. Jørgensen | Wang Shixian      | Markis Kido Markus Fernaldi Gideon | Bao Yixin Tang Jinhua                   | Zhang Nan Zhao Yunlei                       |
| China Open    | Chen Long        | Li Xuerui         | Lee Yong-dae Yoo Yeon-seong        | Wang Xiaoli Yu Yang                     | Tontowi Ahmad Liliyana Natsir               |
| Hong Kong     | Lee Chong Wei    | Wang Yihan        | Lee Yong-dae Yoo Yeon-seong        | Bao Yixin Tang Jinhua                   | Chris Adcock Gabrielle White                |
| Finale        | Lee Chong Wei    | Li Xuerui         | Mohammad Ahsan Hendra Setiawan     | Christinna Pedersen Kamilla Rytter Juhl | Joachim Fischer Nielsen Christinna Pedersen |

## Basketball
- LeBron James gewinnt mit den Miami Heat in den NBA Finals 2013 gegen die San Antonio Spurs seine zweite NBA-Meisterschaft.
- Brose Baskets wird deutscher Meister der Saison 2012/13. Sie waren zudem Meister der regulären Saison.
- TSV 1880 Wasserburg wird deutscher Frauenmeister der 2012/13.

## Darts
- 13. Dezember bis 1. Januar 2014: PDC World Darts Championship 2014 in London
- 7. Februar bis 16. Mai: Premier League Darts 2013

## Fußball
- 19. Januar bis 10. Februar: Fußball-Afrikameisterschaft 2013 in Südafrika
- 6. bis 13. März: Algarve-Cup 2013 in Portugal
- 5. bis 17. Mai: U-17-Fußball-Europameisterschaft 2013 in der Slowakei
- 15. Mai: Der FC Chelsea gewinnt die UEFA Europa League 2012/13.
- 23. Mai: Die Frauen des VfL Wolfsburg gewinnen die UEFA Women’s Champions League 2012/13.
- 25. Mai: Der FC Bayern München gewinnt das erste deutsche Finale in der UEFA Champions League im Wembley-Stadion gegen Borussia Dortmund mit 2:1.
- 5. bis 18. Juni: U-21-Fußball-Europameisterschaft 2013 in Israel
- 15. bis 30. Juni: FIFA-Konföderationen-Pokal 2013 in Brasilien
- 21. Juni bis 13. Juli: U-20-Fußball-Weltmeisterschaft 2013 in der Türkei
- 25. bis 28. Juni: U-17-Fußball-Europameisterschaft der Frauen 2013 in Nyon (Schweiz)
- 10. bis 28. Juli: Fußball-Europameisterschaft der Frauen 2013 in Schweden
- 20. Juli bis 1. August: U-19-Fußball-Europameisterschaft 2013 in Litauen
- 19. bis 31. August: U-19-Fußball-Europameisterschaft der Frauen 2013 in Wales
- 17. Oktober bis 8. November: U-17-Fußball-Weltmeisterschaft 2013 in den Vereinigten Arabischen Emiraten
- 26. November bis 8. Dezember: U-17-Fußball-Europameisterschaft der Frauen 2014 in England. Europameister: Deutschland
- 11. bis 21. Dezember: FIFA-Klub-Weltmeisterschaft 2013. Gewinner: FC Bayern München
- 25. Dezember bis 7. Januar 2014: Fußball-Westasienmeisterschaft 2013 in Katar

## Motorradsport

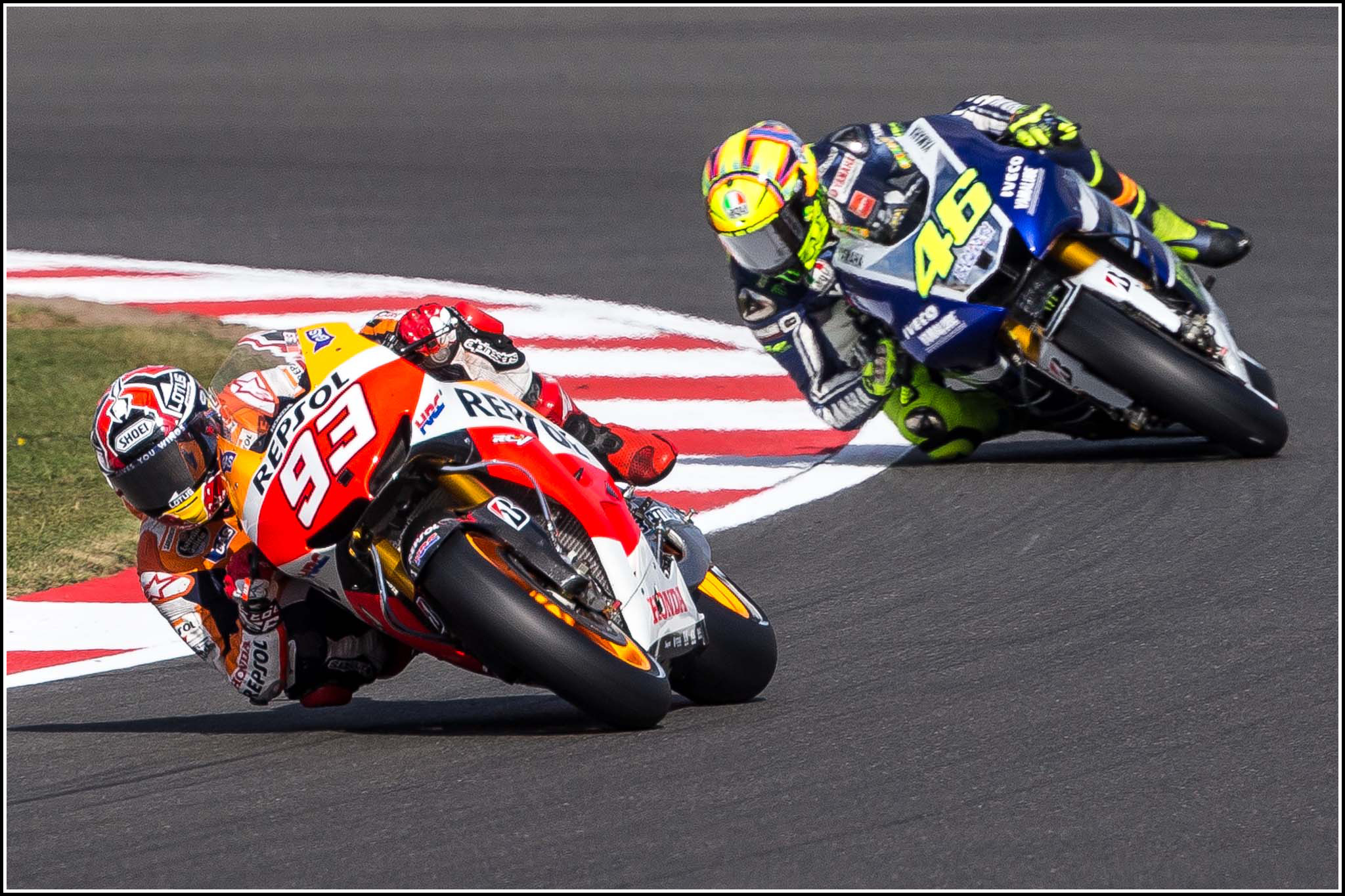
Marc Márquez vor Valentino Rossi beim Großen Preis von Großbritannien in Silverstone.

### Motorrad-Weltmeisterschaft
- Motorrad-Weltmeisterschaft 2013

Zwischen dem 7. April und dem 10. November wurden insgesamt 18 Rennen ausgetragen.

#### MotoGP-Klasse (800 cm³)
- Weltmeister in der MotoGP-Klasse (800 cm³) wird der Spanier Marc Márquez auf Honda vor seinen Landsmännern Jorge Lorenzo (Yamaha) und Dani Pedrosa (ebenfalls Honda). Für den 20-jährigen Rookie Márquez ist dies der erste WM-Titel in der Königsklasse und der insgesamt dritte seiner Laufbahn. Gleichzeitig ist er der jüngste MotoGP-Weltmeister der Geschichte. In der Konstrukteurswertung setzt sich Honda gegen Yamaha und Ducati durch.

#### Moto2-Klasse (600 cm³)
- In Moto2-Klasse gewinnt der 22-jährige Spanier Pol Espargaró auf Kalex den Titel. Zweiter wird der Brite Scott Redding, Dritter sein Landsmann Esteve Rabat (beide ebenfalls Kalex). Für Espargaró ist dies der erste WM-Titel seiner Karriere. In der Konstrukteurswertung siegt Kalex vor Suter und Speed Up. Für den deutschen Hersteller ist dies der erste Titel in der seit 2010 ausgetragenen Kategorie.

#### Moto3-Klasse (250 cm³)
- Den Titel in der zum zweiten Mal ausgetragenen Moto3-Klasse gewinnt der 18-jährige Spanier Maverick Viñales auf KTM vor seinen Landsmännern Álex Rins und Luis Salom (beide ebenfalls KTM) den Titel. Für Viñales ist es der erste WM-Titel seiner Karriere. In der Konstrukteurswertung setzt sich KTM vor Kalex-KTM und Mahindra durch.

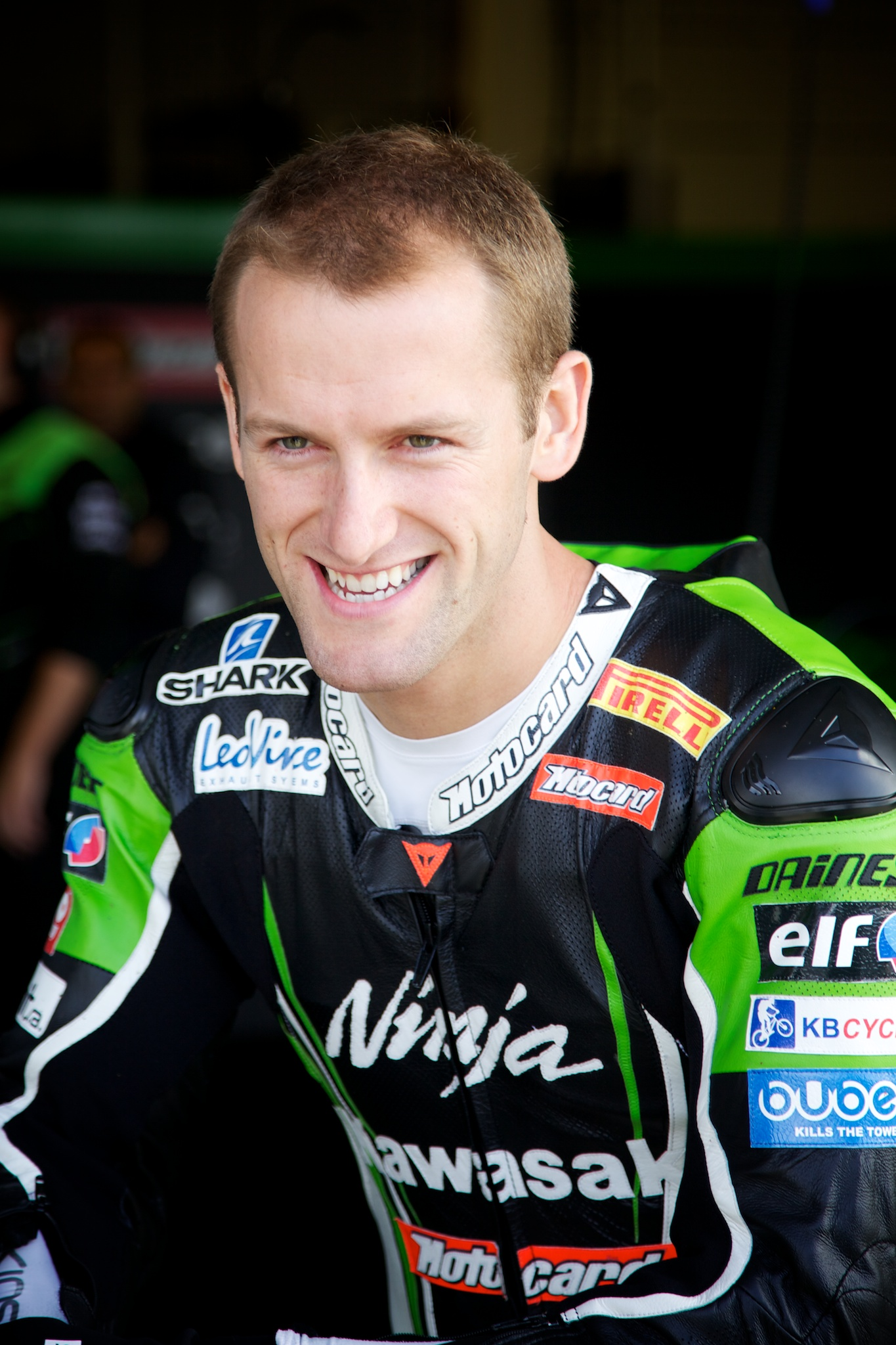
Superbike-Weltmeister Tom Sykes 2012.

### Superbike-Weltmeisterschaft
- Der 28-jährige Brite Tom Sykes gewinnt auf Kawasaki ZX-10R vor dem Iren Eugene Laverty und dem Franzosen Sylvain Guintoli (beide Aprilia RSV4 Factory) die Fahrerwertung. Für Sykes, der im Vorjahr Vize-Weltmeister hinter Max Biaggi war, ist es der erste WM-Titel seiner Karriere. In der Konstrukteurswertung setzt sich Aprilia gegen Kawasaki und BMW durch.

Details: Superbike-Weltmeisterschaft 2013

### Supersport-Weltmeisterschaft
- Der Brite Sam Lowes gewinnt auf Yamaha YZF-R6  vor dem Türken Kenan Sofuoğlu und dem Franzosen Fabien Foret (beide Kawasaki ZX-6R) die Fahrerwertung. Für den 23-Jährigen ist dies der erste Supersport-WM-Titel seiner Karriere, nachdem er im Vorjahr hinter Sofuoğlu und Jules Cluzel Dritter war. In der Konstrukteurswertung setzt sich Kawasaki gegen Yamaha und Honda durch.
- Überschattet wurde die Saison vom Tod des 25-jährigen Italieners Andrea Antonelli, der beim verregneten Lauf auf dem Moscow Raceway zu Sturz kam, vom nachfolgenden Lorenzo Zanetti überrollt wurde und noch am selben Tag den dabei erlittenen schwersten Kopf- und Halsverletzungen erlag.

Details: Supersport-Weltmeisterschaft 2013

### Internationale Deutsche Motorradmeisterschaft
- IDM-Saison 2013

### Isle of Man TT
- Bei den zwischen dem 1. und 7. Juni ausgetragenen Straßenrennen auf der Isle of Man gewinnt der 24-jährige Nordire Michael Dunlop auf Honda das Superbike-, Superstock- und beide Supersport-Rennen. Im Lauf in der Lightweight-Klasse siegt der Engländer James Hillier auf Kawasaki und im TT-Zero-Rennen der 41-jährige Engländer Michael Rutter auf MotoCzysz. Den Senior-Lauf gewinnt der 41-jährige Engländer John McGuinness auf Honda, der damit den 20. TT-Sieg seiner Laufbahn feiert.
- In der Seitenwagen-Klasse gewinnt das Duo Tim Reeves / Daniel Sayle auf LCR Rennen 1 und das englische Brüderpaar Ben und Tom Birchall auf LCR Rennen 2.

## Orientierungslauf
- 15. und 16. Juni: Venla- und Jukola-Staffellauf in Jämsä, Finnland
- 30. Juni bis 17. Juli: Junioren-Orientierungslauf-Weltmeisterschaften 2013 in Hradec Králové, Tschechien
- 6. bis 14. Juli: Orientierungslauf-Weltmeisterschaften 2013 in Vuokatti, Finnland

## Pferdesport

### Distanzreiten
- 15. September: Die Goldmedaillen bei der Europameisterschaft im Distanzreiten im tschechischen Most gingen an Jaume Punti Dachs und an die französische Equipe. Beste deutsche Reiterin wurde Sabrina Arnold auf dem sechsten Rang.[1]

### Dressurreiten
- 9. März: Wie im Vorjahr gewinnen Kristina Sprehe und Desperados auch 2013 das Meggle Champions-Finale, den Grand Prix Spécial beim internationalen Reitturnier in den Dortmunder Westfalenhallen.[2]
- März: Kristina Sprehe führt die abschließende Gesamtwertung der Westeuropaliga an. Neben ihr qualifizieren sich aus Deutschland Helen Langehanenberg und Isabell Werth für das Weltcupfinale der Dressurreiter.
- 27. April: Mit einem Vorsprung von fast zwei Prozent gewinnt Helen Langehanenberg mit Damon Hill NRW erstmals das Weltcupfinale der Dressurreiter.
- 8. / 9. Juni: Wie im Vorjahr wurde Helen Langehanenberg Deutsche Meisterin im Grand Prix Spécial und in der Grand Prix Kür.
- 4. August: Siegreich in der letzten Etappe des Nations Cups der Dressurreiter war in Hickstead die britische Mannschaft, der Sieg der Gesamtwertung ging an die Niederlande.
- 11. August: Nach seinem Weltmeistertitel bei den fünfjährigen Dressurpferden 2012 siegte der Oldenburger Sa Coeur mit seiner Reiterin Eva Möller auch 2013 bei den Sechsjährigen.[3]
- 22. August: Knappe Entscheidung um den Mannschafts-Europameistertitel in der Dressur: die drei besten Equipen sind im Endklassement nur knapp über einem Prozent voneinander entfernt. Die britische Mannschaftsreiterin Charlotte Dujardin stellte mit Valegro einen neuen Weltrekord im Grand Prix de Dressage auf, Helen Langehanenberg und Damon Hill NRW sicherten mit einem Ergebnis von 84,377 Prozent die deutsche Mannschafts-Goldmedaille.
- 22. bis 25. August: Erneut sicherte sich die britische Mannschaft den Europameistertitel der Dressurreiter der Reiter mit Behinderung, Einzelgoldmedaillen sicherten sich unter anderem Pepo Puch und Hannelore Brenner.
- 23. bis 25. August: Beide Einzel-Europameistertitel im Dressurreiten sicherte sich Charlotte Dujardin mit Valegro.
- 1. September: Marcela Krinke Susmelj sicherte sich mit Molberg den Sieg in der Schweizermeisterschaft im Dressurreiten.[4]
- 15. September: Zum elften Mal in ihrer Karriere gewann Victoria Max-Theurer die Österreichische Staatsmeisterschaft im Dressurreiten.[5]
- 17. Dezember: Mit neuem Weltrekord von 93,975 Prozent siegten Charlotte Dujardin und Valegro in der Weltcupkür von London.

### Fahrsport
- 9. Februar: Zum ersten Mal in seiner Karriere gewinnt der niederländische Gespannfahrer Koos de Ronde das Weltcupfinale der Vierspännerfahrer.
- 15. September: Beim CHI Donaueschingen sicherte sich Christoph Sandmann den deutschen Meistertitel im Vierspännerfahren.
- 29. September: In Ungarn wurden die Europameister der Vierspännerfahrer ermittelt: der Niederländer Theo Timmerman siegte in der Einzelwertung, die Niederlande gewannen zudem die Mannschafts-Goldmedaille.[6]

### Galopprennsport
- 7. Juli: Der von Peter Schiergen trainierte Hengst Lucky Speed gewann unter Andrasch Starke das 144. Deutsche Derby.

### Reining
- 29. August / 1. September: Europameister im Reining wurden in Augsburg Alexander Ripper mit Wild at the Bar, diesen Titel hatte er auch bereits zehn Jahre zuvor erreicht. Die Mannschaftsgoldmedaille sicherte sich die deutsche Mannschaft, bestehend aus Volker Schmitt mit Smokin Mifillena, Grischa Ludwig mit Custom del Cielo und Alexander Ripper mit Wild at the Bar.[7]

### Springreiten

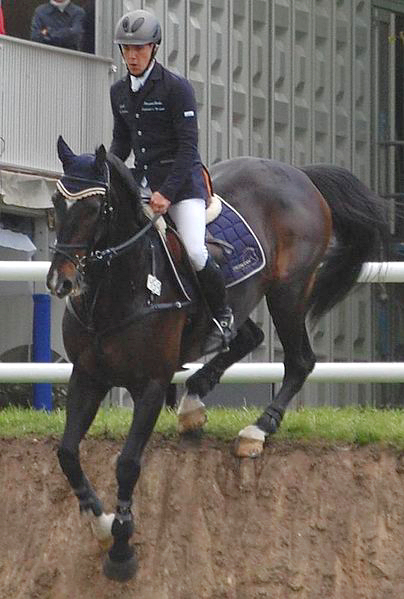
Die Sieger des 84. Deutschen Spring-Derbys: Gilbert Tillmann und Hello Max am Wall

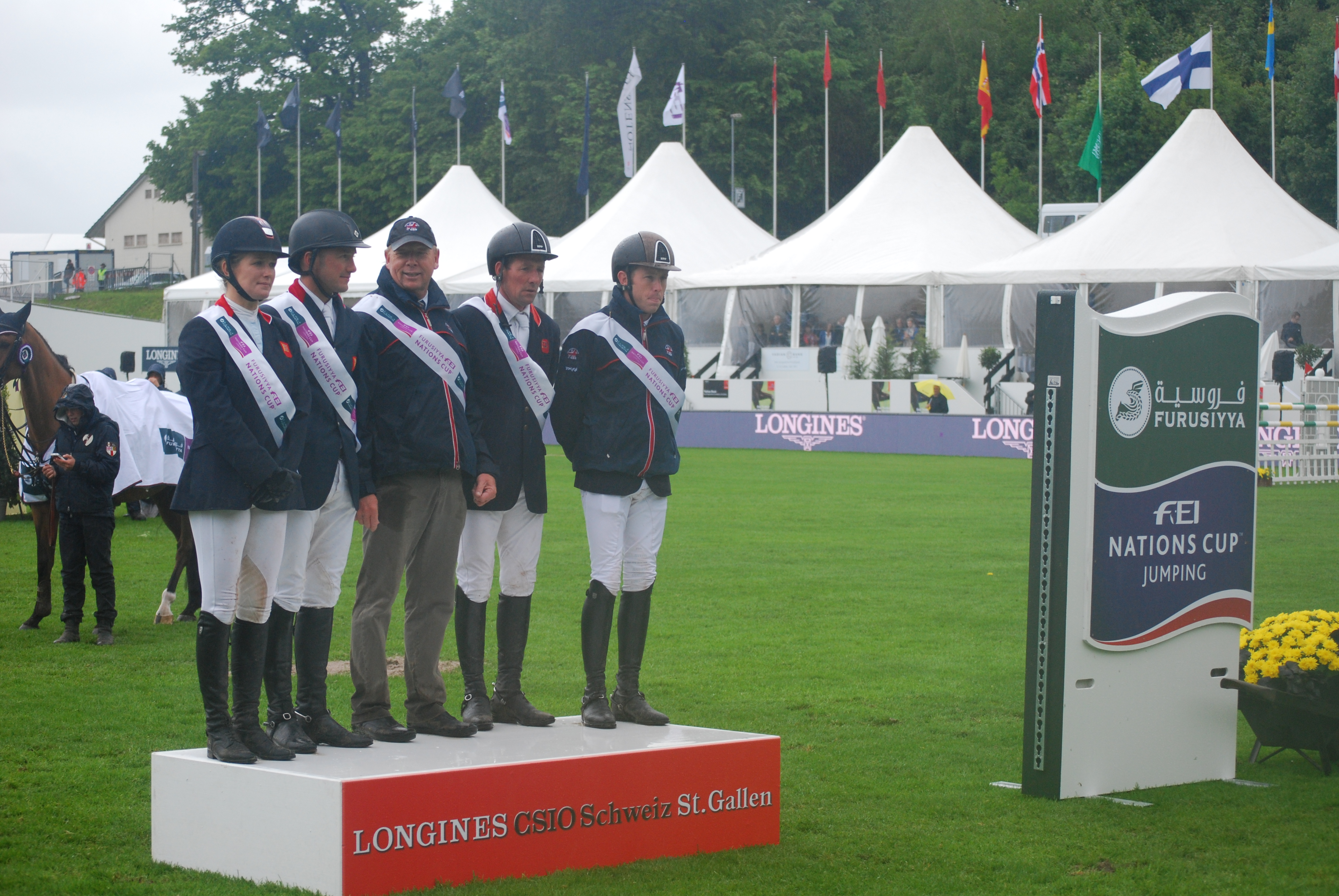
Die Equipe von Großbritannien gewann den Nationenpreis am CSIO St. Gallen 2013

- 10. März: Erstmals wird das Finale der Masters League im Rahmen des Großen Preises der Bundesrepublik in den Dortmunder Westfalenhallen durchgeführt. Es gewann die 18-jährige Angelina Herröder mit Pico's Boy, die damit die bisher jüngste Siegerin des Großen Preises der Bundesrepublik ist.
- 15. März: Mecklenburg-Vorpommern ist im Springreiten erster Deutscher Meister der Landesverbände. Die Mannschaft (Thomas Kleis mit Questa Vittoria, Philipp Makowei mit Balouna Windana und Andre Plath mit Chacco) siegte bei den Löwen Classics in Braunschweig vor Schleswig-Holstein und Bayern.[8]
- 28. April: Das zweite Jahr in Folge verpasst Steve Guerdat knapp den Weltcupsieg der Springreiter, den sich Beezie Madden mit Simon sicherte.
- 12. Mai: Den letzten Parcours seiner Karriere, das 84. Deutsche Spring-Derby, gewann der 19-jährige Wallach Hello Max mit seinem Reiter Gilbert Tillmann.
- 31. Mai / 1. Juni: Der CSIO in St. Gallen wird am Samstagmorgen vorzeitig beendet. Noch am Freitag hatte hier unter widrigen Bedingungen Großbritannien den Nationenpreis der Springreiter gewonnen. Die deutsche Equipe hatte schon vor der Prüfung aufgrund der schlechten Bodenverhältnisse zur Schonung der Pferde auf einen Start verzichtet, obwohl dadurch die Teilnahme am Nations-Cup-Finale gefährdet wurde.
- 8. / 9. Juni: Deutsche Meister im Springreiten wurden 2013 Eva Bitter (Damen) und Daniel Deußer (Herren).
- 30. Juni: Im Großen Preis von Aachen gewann wie bereits in den Jahren 1982, 1987 und 1988 Nick Skelton.
- 9. August: In Dublin gewann die britische Mannschaft den letzten Nationenpreis der Europa I-Liga des Furusiyya FEI Nations Cup 2013. In der abschließenden Gesamtwertung liegt die Schweiz an der Spitze, Deutschland verpasst die Qualifikation zum Nations-Cup-Finale.
- 22. August: Im letzten Umlauf der Entscheidung um den Mannschafts-Europameistertitel im Springreiten vergab die Schweizer Equipe ihre Chance auf eine Medaille. Hiervon profitierte die deutsche Mannschaft, die sich vom vierten auf den zweiten Platz hochkämpfte. Die Mannschafts-Goldmedaille ging, wie bereits ein Jahr zuvor bei den Olympischen Spielen, an Großbritannien.
- 24. August: Bei den Europameisterschaften der Springreitern ging der Einzeltitel an Roger-Yves Bost mit Myrtille Paulois.
- 1. September: Schweizer Meister der Springreiter 2013 wurde Beat Mändli mit Croesus. In Österreich wurde Thomas Frühmann zum neunten Mal in seiner Karriere Staatsmeister im Springreiten.[9]
- 29. September: Mit einem Strafpunkt Vorsprung sicherte sich die französische Springreiter-Equipe den Sieg im mit 1,5 Millionen Euro dotierten Nations-Cup-Finale.
- 3. November: „Rider of the year“ – Gesamtsieger der Riders Tour 2013 – ist Carsten-Otto Nagel.
- 23. November: Mit einem Sieg an seinem 28. Geburtstag sicherte sich Scott Brash auch die Spitzenposition in der abschließenden Gesamtwertung der Global Champions Tour 2013.

### Vielseitigkeitsreiten
- 29. Juni: Christopher Burton verteidigte beim CICO 3* im Rahmen des CHIO Aachen seinen Vorjahressieg in der Einzelwertung. In der Mannschaftswertung siegte mit deutlichem Vorsprung die deutsche Mannschaft.
- 1. September: Bei den Europameisterschaften im Vielseitigkeitsreiten in Malmö verteidigten Michael Jung und die deutsche Equipe ihre Europameistertitel.
- 22. September: Zum ersten Mal in seiner Karriere wurde Andreas Dibowski deutscher Meister der Vielseitigkeitsreiter, er ritt FRH Butts Leon.[10]
- 13. Oktober: Trotz des Sieges der deutschen Mannschaft beim CCIO 3* Boekelo gewann Großbritannien die Gesamtwertung des Nations Cups Vielseitigkeit.

### Voltigieren
- 17. März: Im Weltcupfinale der Damen bei den Löwen Classics in Braunschweig siegt Anna Cavallaro mit Harley für Italien, auf die nachfolgenden Plätze kommen Simone Jäiser (Luk / Schweiz) und Jennifer Braun (Willow / Deutschland).[11] Bei den Herren siegt an selber Stelle Nicolas Andréani mit Carlos vor Thomas Brüsewitz (Airbus / Deutschland) und Ivan Nousse (Carlos / Frankreich).[12]
- 22. / 23. Juni: Joanne Eccles und Erik Oese gewinnen die Einzel-Gesamtwertungen der Voltigierer beim CHIO Aachen. Die deutsche Mannschaft gewann hier den Nationenpreis.
- 3./4. August: Die Mannschaften des RSV Neuss-Grimlinghausen gewinnen die Goldmedaillen  bei den Junioren-Europameisterschaften und bei den Europameisterschaften im Voltigieren.

## Ski-Orientierungslauf
- 11. bis 17. Februar: Ski-Orientierungslauf-Europameisterschaften 2013 in Madona, Lettland
- 3. bis 11. März: Ski-Orientierungslauf-Weltmeisterschaften 2013 in Ridder, Kasachstan

## Tennis

### Grand-Slam-Turniere
14. bis 27. Januar: Australian Open
27. Mai bis 9. Juni: French Open
24. Juni bis 7. Juli: Wimbledon
26. August bis 8. September: US Open

### World Tour Finals

#### ATP World Tour Finals
4.–10. November: ATP World Tour Finals

#### WTA Tour Championships
22.–27. Oktober: WTA Championships

### Hopman-Cup
29. Dezember 2012 – 6. Januar in Perth

## Gestorben

### Januar
- 01. Januar: Jewgeni Groschew, sowjetisch-russischer Eishockeyspieler (* 1937)
- 10. Januar: Thomas Bourgin, französischer Motorradrennfahrer (* 1986)
- 12. Januar: Jean-Claude Olivier, französischer Motorradrennfahrer und Motorsportfunktionär (* 1945)
- 14. Januar: Rolf Hübler, deutscher Endurosportler (* 1956)
- 18. Januar: Wilhelm Löwinger, österreichischer Eisschnellläufer (* 1916)
- 28. Januar: Eddy Choong, malaysischer Badmintonspieler (* 1930)
- 31. Januar: Caleb Moore, US-amerikanischer Quad- und Schneemobilfahrer (* 1987)

### Februar
- 07. Februar: Elvi Svendsen, dänische Schwimmerin (* 1920)
- 15. Februar: Liselotte Landbeck, österreichische Eiskunst- und Eisschnellläuferin (* 1916)
- 25. Februar: Lina Mittner, Schweizer Skirennfahrerin (* 1919)
- 28. Februar: Eigo Satō, japanischer Freestyle-Motocrosspilot (* 1978)

### März
- 02. März: Hans Schnitger, niederländischer Hockeyspieler (* 1915)
- 11. März: Arsenius Butscher, deutscher Motorradrennfahrer (* 1928)
- 13. März: Sepp Folger, deutscher Skirennläufer (* 1922)
- 21. März: Pietro Mennea, italienischer Leichtathlet (* 1952)
- 26. März: Giancarlo Martini, italienischer Automobilrennfahrer und Unternehmer (* 1947)
- 26. März: Juri Rudow, sowjetisch-russischer Florettfechter (* 1931)
- 27. März: Hjalmar Andersen, norwegischer Eisschnellläufer (* 1923)

### April
- 19. April: Hilde Doleschell, Skirennläuferin, Tennis- und Hockeyspielerin (* 1915)
- 24. April: Fredy Bieler, Schweizer Eishockeyspieler (* 1923)

### Mai
- 06. Mai: Michel Knuysen, belgischer Ruderer (* 1929)
- 17. Mai: Ákos Károlyi, ungarischer Badmintonspieler (* 1973)
- 28. Mai: Nino Bibbia, italienischer Wintersportler (* 1922)
- 28. Mai: Yoshinari Matsushita, japanischer Motorradrennfahrer (* 1969 oder 1970)

### Juni
- 09. Juni: Jürgen Nachtmann, deutscher Fußballspieler (* 1954)
- 14. Juni: Werner Nocht, deutscher Fußballspieler (* 1931)
- 19. Juni: Eugen Böhringer, deutscher Automobilrennfahrer (* 1922)
- 22. Juni: Allan Simonsen, dänischer Automobilrennfahrer (* 1978)
- 27. Juni: Stefano Borgonovo, italienischer Fußballspieler und -trainer (* 1964)

### Juli
- 01. Juli: René Sparenberg, niederländischer Hockeyspieler (* 1918)
- 02. Juli: Carlo Furlanis, italienischer Fußballspieler (* 1939)
- 03. Juli: Claude Arabo, französischer Säbelfechter (* 1937)
- 21. Juli: Andrea Antonelli, italienischer Motorradrennfahrer (* 1988)
- 28. Juli: Peter Haack, deutscher Fußballspieler (* 1941)
- 000Juli: Joy Onaolapo, nigerianische Gewichtheberin (* 1982)

### August
- 14. August: Eva Prawitz, deutsche Eiskunstläuferin (* 1920)
- 17. August: Karl-Heinz Kalbfell, deutscher Automobil-Manager und Rennfahrer (* 1949)
- 26. August: Kauko Hänninen, finnischer Ruderer (* 1930)
- 30. August: Siegfried Burkhardt, deutscher Fußballspieler (* 1930)

### Oktober
- 07. Oktober: Basil Dickinson, australischer Leichtathlet (* 1915)
- 09. Oktober: Robert Struckl, österreichischer Leichtathlet (* 1918)
- 12. Oktober: Arthur Olsson, schwedischer Skilangläufer (* 1926)
- 15. Oktober: Sean Edwards, britischer Autorennfahrer (* 1986)
- 20. Oktober: René Buser, Schweizer Tennisspieler (* 1922)
- 24. Oktober: Ebbe Parsner, dänischer Ruderer (* 1922)

### November
- 04. November: Georg Wahl, deutscher Dressurreiter und -trainer (* 1920)
- 12. November: Giuseppe Casari, italienischer Fußballspieler (* 1922)
- 15. November: Mike McCormack, US-amerikanischer American-Football-Spieler und -Trainer (* 1930)
- 15. November: Raimondo D’Inzeo, italienischer Springreiter (* 1925)
- 23. November: Walter Frosch, deutscher Fußballspieler (* 1950)
- 24. November: Amedeo Amadei, italienischer Fußballspieler und -trainer (* 1921)
- 30. November: Doriano Romboni, italienischer Motorradrennfahrer (* 1968)

### Dezember
- 06. Dezember: Walter Nachtwey, deutscher Fußballspieler (* 1934)
- 19. Dezember: Hideo Kanaya, japanischer Motorradrennfahrer (* 1945)
- 22. Dezember: Justus Eccarius, deutscher Fußballspieler (* 1924)
- 25. Dezember: Wilbur Thompson, US-amerikanischer Leichtathlet (* 1921)

### Datum unbekannt
- Manuel Enciso, mexikanischer Fußballspieler (* 1925)